# Колин Декстър

„Златен кинжал“
Норман Колин Декстър (на английски: Norman Colin Dexter) е британски писател (автор на бестселъри в жанра трилър) и актьор в телевизионни филми и сериали.

## Биография и творчество
Декстър е роден на 29 септември 1930 г. в Стамфорд, графство Линкълншир, Англия. Учи в училището в Стамфорд, след което постъпва в армията в Кралския корпус на сигналистите от 1940 до 1950 г. Продължава образованието си в колежа „Christ“ в Кеймбридж, където през 1953 г. се дипломира с бакалавърска степен по литература, а през 1958 г. получава магистърска степен.
Декстър започва кариерата си на преподавател в Ийст Мидландс през 1954 г., а после е помощник-учител в училище „Wyggeston“ в Лестър. После от 1957 г. работи в гимназия „Лоугбороу“, а през 1959 г. заема позицията на старши учител по гръцки и латински в гимназия „Корби“ в Нортхамптъншър (1959 – 1966).
Жени се на 31 март 1956 г. за Дороти Купър, физиотерапевт, и двамата имат дъщеря Сали и син Джеръми.
Декстър е диабетик, и през 1966 г., поради началото на започване на оглушаване, е принуден да се пенсионира от преподаването. Поема поста на помощник-секретар (1966 – 1976) и на старши помощник-секретар (1976 – 1987) в администрацията, като член на Университетската изпитна комисия (UODLE) на университета в Оксфорд. Пенсионира се през 1988 г.
Колин Декстър започва да пише през 1973 г., по време на семейна почивка през един от обичайните дъждовни дни в Северен Уелс. Тогава нахвърля началните параграфи на своя първи роман.
Първият му роман „Last Bus to Woodstock“ (Последният автобус до Уудсток) излиза през 1975 г. Той дава началото на поредицата трилъри за инспектор Морс. Инспектор Морс е сприхав детектив, който обича загадъчните кръстословици, английската литература, бирата и музиката на Вагнер, с което отразява и предпочитанията на автора.
Колин Декстър е носител на много награди за своите романи. Асоциацията на авторите-криминалисти на Великобритания му присъжда наградата „Златен кинжал“ (Gold Dagger) за романите „Мръсницата е мъртва“ и „The Way Through the Woods“ (Пътят през гората), и наградата „Сребърен кинжал“ (Silver Dagger) за романите „Service of All the Dead“ (Панихида за всички мъртви) и „Мъртвецът от Йерихон“. През 1997 г. му е присъдена наградата „Диамантен кинжал“ (Diamond Dagger) за изключителни заслуги към криминалната литература.
Награден е с отличието O.B.E. (Офицер на Ордена на Британската империя) за своя принос в литературата, който му е връчен от принц Чарлз в Бъкингамския дворец на 27 октомври 2000 г.
От 1987 г. до 2000 г. се снима много успешния сериал за инспектор Морс и два документални филма свързани с героя на Декстър. В някои от епизодите се появява и самият писател. Декстър имат сериозно присъствие в програмата на Би Би Си „Как да решим кодираната кръстословица“ през 2008 г., в която разказва за някои от загадките решени от инспектор Морс.
По визията на второстепенния герой от романите за детектив Морс, якия сержант Люис, а после инспектор, са направени телевизионните филм (2006) и сериал (2007 – 2013).
Колин Декстър живее в Оксфорд. Член е на Асоциацията на писателите на криминални романи.

## Произведения

### Серия „Инспектор Морс“ (Inspector Morse)
1. Last Bus to Woodstock (1975)
2. Last Seen Wearing (1976)
3. The Silent World of Nicholas Quinn (1976)
4. Service of All the Dead (1979) - награда „Сребърен кинжал“
5. The Dead of Jericho (1981) - награда „Сребърен кинжал“
Мъртвецът от Йерихон, изд. „Христо Ботев“ (1996), прев. Анелия Иванчева
6. The Riddle of the Third Mile (1983)
7. The Secret of Annexe 3 (1986)
Поздрави от рая, изд.: ИК „Абагар“, София (1992), прев. Силвияна Петрешкова-Златева
8. The Wench Is Dead (1989) - награда „Златен кинжал“
Мръсницата е мъртва, изд.: ИК „Абагар“, София (1993), прев. Станислава Вергилова, Снежана Анастасова
9. The Jewel That Was Ours (1989)
Сенки в здрача, изд.: ИК „Абагар“, София (1992), прев. Станислава Вергилова-Барух
10. The Way Through the Woods (1992) - награда „Златен кинжал“
11. The Daughters of Cain (1994)
12. Death Is Now My Neighbour (1996)
13. The Remorseful Day (1999)

### Разкази
- Morse's Greatest Mystery: And Other Stories (1993 – сборник разкази

сборникът включва:
1. As Good as Gold, инспектор Морс
2. Morse's Greatest Mystery, инспектор Морс
3. Evans Tries an O-Level,
4. Dead as a Dodo, инспектор Морс
5. At the Lulu-Bar Motel,
6. Neighbourhood Watch, инспектор Морс
7. A Case of Mis-Identity,
8. The Inside Story, инспектор Морс
9. Monty's Revolver,
10. The Carpet-Bagger,
11. Last Call, инспектор Морс

### Документалистика
- The Complete Inspector Morse (2002) – в съавторство с Дейвид Бишоп
- Cracking Cryptic Crosswords (2009)
- Inspector Morse: A Mysterious Profile (2022)

### Филмография
- 1993 Morse's Oxford, ТВ документален филм
- 1987 – 2000 Inspector Morse, ТВ сериал, 5 от 33 епизода
- 2000 The Last Morse: A Documentary, ТВ документален филм
- 2006 Inspector Lewis, ТВ филм по героя от романите за инспектор Морс
- 2007 – 2013 Inspector Lewis, ТВ сериал, 5 от 29 епизода
- 2012 Endeavour, ТВ филм